# Ilovik
Ilovik je otok u Jadranskom moru, južno od Lošinja.

## Upravna organizacija
Upravno pripada Primorsko-goranskoj županiji, gradu Mali Lošinj.

## Zemljopisni podatci
Jedino naselje na otoku koje se nalazi na sjeveroistočnoj obali je Ilovik. Otok ima površinu od 5,51 km2, a duljina obalne crte mu je 14,091 km.
Sjeverno se nalaze Ilovička vrata i otoci Lošinj, Kozjak i Sveti Petar. Južno od otoka su Kvarnerićka vrata. Između Ilovika i Svetog Petra proteže se kanal dužine 2,5 km i širine oko 300 m.
Zemljopisne kordinate: 44 28 N, 14 33 E
Najviši vrh: Did, 92 m (središnji dio otoka)
Ostali vrhovi: Krišine, 77 m (zapadna strana otoka) i Vela straža, 91 m (na istočnom dijelu otoka)
Najjužnija i najistočnija točka: rt Radovan
Najzapadnija točka: Široki rt
Najveća uvala s pješčanom plažom: Paržine (na jugoistočnoj strani otoka). 
Ploveći prema istoku ulazi se u Kvarnerić.

## Biljni pokrov
Od biljnog svijeta, na Iloviku su nazočni sredozemna makija, 
zimzelene šume, polja, i maslinici.
Osim bogate mediteranske vegetacije, čitavo je mjesto prepuno raznovrsnog cvijeća, raznobojnih oleandara, palmi, a ima i dva stogodišnja stabla eukaliptusa. Ilovik se zbog svega navedenog često naziva − otok cvijeća.

## Promet
Postoji redovna brodska veza s Malim Lošinjem te brza brodska linika s Rijekom, ali mnogo više se koristi cesta do južnog kraja Lošinja (uvala Mrtvaška), pa dalje barkom do Ilovika.
Ljeti iz Malog i Velog Lošinja kreću izletnički brodovi za Ilovik.
Na otoku nema automobila.

## Gospodarstvo
Domicilno stanovništvo uglavnom se bavi turizmom, ribarstvom, ovčarstvom i zemljoradnjom.

## Povijest i stanovništvo
Najstarije poznato ime otoka zabilježeno je 1071. god i glasi Neumae Insulae (Bezimeni otok). U 13. stoljeću spominju se kao Sanctus Petrus de Nimbis i kasnije San Pietro dei Nembi. Kod hrvatskih doseljenika imamo za manji otok Sv. Petar, a za veći Tovarnjak (talijanski Asinello), te konačno Ilovik. U pojedinim se razdobljima zvao Sveti Petar ili Sveti Petar Ilovik. 
Ilovački se kanal zbog svog vrlo dobrog pomorsko-prometnog položaja, od davnina, koristio za sidrenje zbog čega na otocima nailazimo na tragove različitih povijesnih razdoblja. Povijesti dvaju susjednih otoka Ilovika i Svetog Petra (kojeg Ilovčani zovu Priko) su povezane i isprepletene. Na susjednom nenaseljenom otoku, nalazi se danas Ilovačko groblje, tako da su žitelji i posmrtno osuđeni na putovanje barkom. 
Najstariji tragovi naseobina potječu od ilirskog plemena Liburna. Otoci su bogati rimskim nalazima (temelji zgrada, ostaci mozaika, grobovi, numizmatički primjerci, sarkofazi), a u blizini je i podmorsko arheološko nalazište. Na lokalitetu Sićadrija nalaze se ruševine ranosrednjovjekovne crkve sv. Andrije. 
U XI. st. na otoku Sveti Petar je bio sagrađen benediktinski samostan Sancti Petri de Nemois ili de Neumis (porušen). Zidovi koji opasuju današnje groblje su vjerojatno ostaci tog samostana, a vjerojatno je i prije toga na tom mjestu bila bizantska utvrda.
God. 1597. Mlečani su sagradili na Svetom Petru kulu kvadratična presjeka radi obrane od uskoka (očuvani su samo zidovi)po providuru Filippu Pasqualigo.
Prvi stanovnici Ilovika su došli s Lošinja. Uglavnom su to bili nadničari koji su radili za benediktinsku opatiju s otočića Svetog Petra, još od 13. st. Prema nekim drugim izvorima prvi hrvatski doseljenici dolaze na otok Ilovik iz Velog Lošinja, ali krajem 18. st i od tada se razvija današnje mjesto Ilovik. 
Apsolutno većinsko i jedino autohtono stanovništvo su Hrvati. Po popisu stanovništva iz 2011. na otoku živi 85 stanovnika.
Zanimljivo da danas tri puta više Ilovčana živi u SAD-u nego na otoku.

## Vanjske poveznice
|  | Zajednički poslužitelj ima još gradiva o temi Ilovik |

- I.D./Klaudia Modrić Plantarić/Dnevnik/IMS/HRT: Ilovik - biser lošinjskog arhipelaga  HRT. 3. srpnja 2020.